# A Clockwork Orange (trilha sonora)
A música é uma extensão temática do condicionamento psicológico de Alex DeLarge (e do espectador). A trilha sonora de Laranja Mecânica é composta por música clássica e música eletrônica sintética composta por Wendy Carlos (antes conhecido como Walter Carlos). Algumas das músicas são ouvidas apenas como trechos, por exemplo, Marchas de Pompa e Circunstância (conhecida também como Land of Hope and Glory) de Edward Elgar, ironicamente anunciando a chegada de um político na prisão. O tema principal é uma transcrição eletrônica de Music for the Funeral of Queen Mary de Henry Purcell, composta em 1695, para a procissão do cortejo por Londres do corpo da Rainha Maria II até o seu enterro na Abadia de Westminster. "March from A Clockwork Orange" foi a primeira música gravada com um vocoder para canto e batidas de synthpop, que são a inspiração de Wendy Carlos. Nem nos créditos finais, nem no álbum da trilha sonora há como identificar a orquestra tocando os trechos da Nona Sinfonia, no entanto, no quarto de Alex, há um close-up de uma fita rotulada como: Deutsche Grammophon – Ludwig van Beethoven – Symphonie Nr. 9 d-moll, op. 125 – Berliner Philharmoniker – Chor der St. Hedwigskathedrale – Ferenc Fricsay – Irmgard Seefried, Maureen Forrester, Dietrich Fischer-Dieskau, Ernst Haefliger.
No romance, Alex é condicionado contra toda a música clássica, mas no filme, apenas contra a Nona Sinfonia de Ludwig van Beethoven, a trilha sonora de um filme violento usado no Tratamento Ludovico. O público não vê todos os filmes violentos que Alex é obrigado a ver durante o tratamento, mesmo assim, o quarto movimento da sinfonia é ouvido. Mais tarde, usando o segundo movimento da sinfonia, F. Alexander e seus amigos plotters, impulsionam Alex a cometer suicídio com a música.

## Faixas
| Lado A |                                                                                                 |                                              |         |  |
| N.º    | Título                                                                                          | Compositor(es)                               | Duração |  |
| 1.     | "Title Music From A Clockwork Orange" (De Music for the Funeral of Queen Mary de Henry Purcell) | Wendy Carlos, Rachel Elkind                  | 2:21    |  |
| 2.     | "The Thieving Magpie (Resumido)"                                                                | Gioachino Rossini                            | 5:57    |  |
| 3.     | "Theme from A Clockwork Orange (Beethoviana)"                                                   | Carlos, Elkind                               | 1:44    |  |
| 4.     | "Nona Sinfonia, Segundo Movimento (Resumido)"                                                   | Ludwig van Beethoven                         | 3:48    |  |
| 5.     | "March from A Clockwork Orange (Nona Sinfonia, Quarto Movimento, Resumido)"                     | Beethoven, Carlos Friedrich Schiller (letra) | 7:00    |  |
| 6.     | "William Tell Overture (Resumido)"                                                              | Rossini                                      | 1:17    |  |

| Lado B | |                                                    |         |  |
| N.º    | Título | Compositor(es)                                     | Duração |  |
| 7.     | "Marchas de Pompa e Circunstância No. I" | Edward Elgar                                       | 4:28    |  |
| 8.     | "Marchas de Pompa e Circunstância No. IV (Resumido)"                                                                                            | Elgar                                              | 1:33    |  |
| 9.     | "Timesteps (Trecho)" | Carlos                                             | 4:13    |  |
| 10.    | "Overture to the Sun" (Versão instrumental do álbum Sound of Sunforest, 1969)                                                                   | Terry Tucker                                       | 1:40    |  |
| 11.    | "I Want to Marry a Lighthouse Keeper" (Gravado a partir do álbum Sound of Sunforest, 1969; a versão do filme difere da versão da trilha sonora) | Erika Eigen                                        | 1:00    |  |
| 12.    | "William Tell Overture (Resumido)" | Rossini                                            | 2:58    |  |
| 13.    | "Suicide Scherzo (Nona Sinfonia, Segundo Movimento, Resumido)"                                                                                  | Beethoven, Carlos                                  | 3:07    |  |
| 14.    | "Nona Sinfonia, Quarto Movimento, Resumido" | Beethoven                                          | 1:34    |  |
| 15.    | "Singin' in the Rain" | Letra por Arthur Freed Música por Nacio Harb Brown | 2:36    |  |

Embora dois trechos da Scheherazade de Rimsky-Korsakov são ouvidas durante os devaneios bíblicos de Alex durante a leitura da Bíblia na prisão, esta peça não aparece no álbum da trilha sonora, nem é listado nos créditos finais.
No entanto, a sua presença no filme é reconhecida pelo crítico Michel Ciment na filmografia na parte de fundo de seu livro sobre Kubrick, e pelo menos o nome do compositor é mencionado como o usado na trilha sonora em três outros livros de adaptados por Kubrick.
De acordo com o livro de livro Kristopher Spencer sobre trilhas sonoras de filmes tanto a Scheherazade de Rimsky-Korsakov e Overture to the Sun de Terry Tucker foram utilizados por Kubrick originalmente como faixas temporárias para o filme, mas Kubrick os escolheu para prolongar a música, em vez de recorrer as peças compostas por Carlos dessas seções. Spencer afirma que o LP original omitiu a Scheherazade devido à falta de espaço em uma gravação de LP de vinil tradicional.

## Segunda versão
Três meses após o lançamento da trilha sonora oficial, a compositora Wendy Carlos lançou Walter Carlos' Clockwork Orange (1972) (Columbia KC 31480), uma segunda versão da trilha sonora contendo sugestões não utilizadas e elementos musicais inéditas no filme. Por exemplo, Kubrick usou apenas uma parte da "Timesteps", e uma versão curta do sintetizador para a transcrição de "Scherzo" da Nona Sinfonia. O segundo álbum da trilha sonora contém uma versão do sintetizador de Rossini "La Gazza Ladra" (The Thieving Magpie), o filme contém uma versão orquestral. Em 1998, uma edição do álbum remasterizado digitalmente, com faixas de música de sintetizador foi lançado. Ele contém composições de Carlos, inclusive os não utilizados no filme, e o "Biblical Daydreams" e outras como "Orange Minuet" excluídas da edição de 1972.
Carlos compôs os primeiros três minutos de "Timesteps" antes de ler o romance Laranja Mecânica. Originalmente pretendendo-o como a introdução de uma versão vocoder do movimento de coral da Nona Sinfonia, que foi concluído quando Kubrick acabou a fotografia do filme; "Timesteps" e o vocoder da Nona Sinfonia foram a base para a colaboração de Carlos com Kubrick.
Além disso, Stanley Kubrick pediu ao baixista do Pink Floyd, Roger Waters usar elementos de Atom Heart Mother. Waters recusou quando ele descobriu que Kubrick queria a liberdade de cortar a trilha para se encaixar no filme.  Mais tarde, Waters pediu a Kubrick se ele poderia usar os sons de 2001: Uma Odisséia no Espaço; Kubrick devidamente recusou.
Diz-se que Carlos ficou tão insultada pela decisão de Kubrick de abandonar a maior parte da pontuação de sintetizador que ela e Elkind fizeram, que ela recusou a trabalhar com Kubrick novamente até o filme O Iluminado.

## Reutilização da música
Wendy Carlos reutilizou muitas das batidas da trilha sonora (incluindo os principais temas de Purcell, Rossini e Beethoven) em Clockwork Black, o quarto movimento para a sua composição musical Tales of Heaven and Hell em 1998.